# اوراسیا اویییشن
اوراسیا ایویشن (انگلیسی: Eurasia Aviation) شرکت هواپیمایی چینی است، که در سال ۱۹۲۵ تأسیس شد.